# Harry Winks
Harry Winks, född 2 februari 1996 i Hemel Hempstead, är en engelsk fotbollsspelare som spelar för Leicester City.

## Klubbkarriär
Winks är en produkt ur Tottenhams ungdomsled och började träna regelbundet med a-laget under säsongen 2013-14. Han gjorde sitt första framträdande på bänken i en Premier League-match mot Liverpool den 30 mars 2014. Den 27 juli 2014 skrev Winks sitt första proffskontrakt med Tottenham. Han gjorde sin a-lagsdebut i en i UEFA Europa League-match mot FK Partizan den 27 november 2014 då han ersatte Paulinho i den 87:e matchminuten.
Den 6 juli 2015 skrev Winks ett nytt kontrakt med Tottenham fram till 2018, med möjlighet till förlängning med ytterligare ett år. Han gjorde sitt första framträdande för säsongen genom ett sent inhopp i en 3-1-seger mot FK Qarabağ. Den 27 augusti 2016 gjorde han sin Premier League-debut då han kom in istället för Christian Eriksen i matchens sista minut mot Liverpool på White Hart Lane. Den 19 november 2016 gjorde Winks sitt första framträdande i startelvan i en ligamatch mot West Ham United, en match i vilken han även gjorde sitt första mål.
Den 30 augusti 2022 lånades Winks ut till Serie A-klubben Sampdoria på ett låneavtal över säsongen 2022/2023. Den 1 juli 2023 värvades Winks av Leicester City, där han skrev på ett treårskontrakt.

## Landslagskarriär
Winks debuterade för Englands landslag den 8 oktober 2017 i en 1–0-vinst över Litauen.